# You're Crazy
You're Crazy è la decima traccia dell'album Appetite for Destruction dei Guns N' Roses.
La canzone è presente anche nel successivo album G N' R Lies come settima traccia.

## La canzone
Il testo della canzone parla di un amore fallito verso una ragazza: La canzone fu scritta da Axl Rose e Izzy Stradlin.
Il brano fu scritto originariamente in versione acustica con il nome "Fucking Crazy", ma poi la canzone e il titolo vennero modificati per essere pubblicati su Appetite for Destruction. La canzone è quella con il ritmo più veloce mai pubblicata dal Gruppo. La traccia in versione più lenta e suonata con chitarre acustiche venne poi pubblicata su G N' R Lies.